# Синцов, Геннадий Юрьевич
Геннадий Юрьевич Синцов (род. 30 октября 1967) — советский и российский футболист, игрок в мини-футбол.

## Карьера
Клубную карьеру начинал в 1985 году в махачкалинском «Динамо». С 1990 по 1993 годы играл в каспийском «Каспие». С 1994 года выступал в мини-футбольном клубе «Норильский никель» из Норильска, в составе которого выступал в Высшей лиге в сезоне 1996/1997 и в сезоне 1999/2000. С 2000 по 2004 год выступал за вторую команду «Норильского никеля».

## Личная жизнь
Сын: Юрий (род. 1994) — игрок МФК «Норильский никель-2»